# 第27S飛行中隊
第27S飛行中隊（仏：Escadrille 27S）は、フランス海軍航空隊の一つ。核実験の為に特別にフランス領ポリネシアで1967年12月1日に創設され、1980年8月5日に解散した。

## 配備基地
- サン＝ラファエル海軍航空基地（1967年12月 - 1968年3月）
- 空母「クレマンソー」（1968年3月 - 1968年5月）
- アオ第185空軍基地（1968年5月 - 1976年1月）

## 装備機
- シュド AS321 シュペルフルロン（1968年5月 - 1978年7月）